# Даниела Гергелчева
Даниела Гергелчева (родена на 20 май 1964 г. в Момчилград) е българска състезателка и после треньорка по тенис на маса. Състезава се по-късно за спортен клуб във Франция.Тя е трикратна шампионка
Тя е сред най-добрите тенисистки в света в края на 1980-те и началото на 1990-те години. Европейски шампион по тенис на маса през 1990 г.
Играе тенис на маса от 7-годишна. На 14-годишна възраст става шампион по тенис на маса за девойки. Завършва Националната спортна академия. Има 11 шампионски титли на България. Европейски шампион по тенис на маса през 1990 г. Участва в олимпийските игри в Сеул през 1988 г. и в Барселона през 1992 г.
От 1989 г. се състезава за спортен клуб в град Монпелие, Франция, с който става 3 пъти шампион на Франция. Печели още 8 титли, вече като треньор. Удостоена със званието „Почетен гражданин на Монпелие“.
Братовчедка на Здравко Желязков, по-известен като Здравко от дует „Ритон“. Омъжена, има дъщеря Инна.